# Palazzo del Boschetto
Der Palazzo del Boschetto ist ein Landhaus aus dem Beginn des 17. Jahrhunderts in Caserta in der italienischen Region Kampanien. Er liegt in der Nähe des Schlosses Caserta.

## Geschichte und Beschreibung
Andrea Matteo Acquaviva d’Aragona, der zweite Fürst von Caserta, der das Lehen von 1595 bis 1635 regierte, beschloss, unweit der älteren Residenz seiner Eltern, dem Palazzo della Torre, ein kleineres Gebäude errichten zu lassen. An dem barocken Palazzo del Boschetta erscheinen alle typischen Elemente einer altrömischen Villa: Der Garten mit Statuen, die Landschaftsmalereien, die Gewölbe mit Fresken von Grotesken, die durch Nischen mit Statuen unterbrochenen Wände und ein Labyrinth zum Vergnügen der Gäste.
Der Palazzo al Boschetto war nicht das einzige Gebäude, das der Fürst errichten ließ: In den ersten Jahren seiner Regentschaft legte Fürst Andrea Matteo ein umfangreiches Bauprogramm auf, in dem die Fertigstellung des Opernhauses, mit dem bereits sein Vater hatte beginnen lassen, ebenso enthalten war wie die Projektierung neuer Gebäude. Er ließ den Baronspalast fertigstellen, den sein Vater Giulio initiiert hatte und Palazzo Belvedere di San Leucio. Der Aufenthalt des Architekten Giovanni Antonio Dosio in Caserta ist für die Jahre 1605–1610 mit Sicherheit bezeugt.